# Княжеский терем (Чернигов)
Княжеский терем — бывший каменно-деревянный двухкамерный терем черниговских князей в Черниговском детинце, обнаруженный в 1950—1951 годах между Спасским и Борисоглебским соборами. Соотносится с княжеским теремом Давыда Святославича. Построен в конце XI — начале XII века. Поскольку строительные материалы от развала терема обнаружены под полом Борисоглебского собора, терем очевидно был разрушен до его постройки. Здание погибло в результате пожара.

Раскопки черниговского терема. 1951 год

## Археологические данные
Стены сохранились на высоту до 60 см. Раскрыта квадратная постройка со сторонами 7,5 м, толщина стен 1,4 м. На углах — плоские лопатки. Стены сложены из кирпичей в равнослойной технике на розовом растворе с цемянкой. Фундамент высотой 1,1 м сложен из крупных колотых камней. При раскопках обнаружены фрагменты фресковой росписи, поливные керамические плитки, обломки кирпичного аркатурного пояса.